# ガム星雲

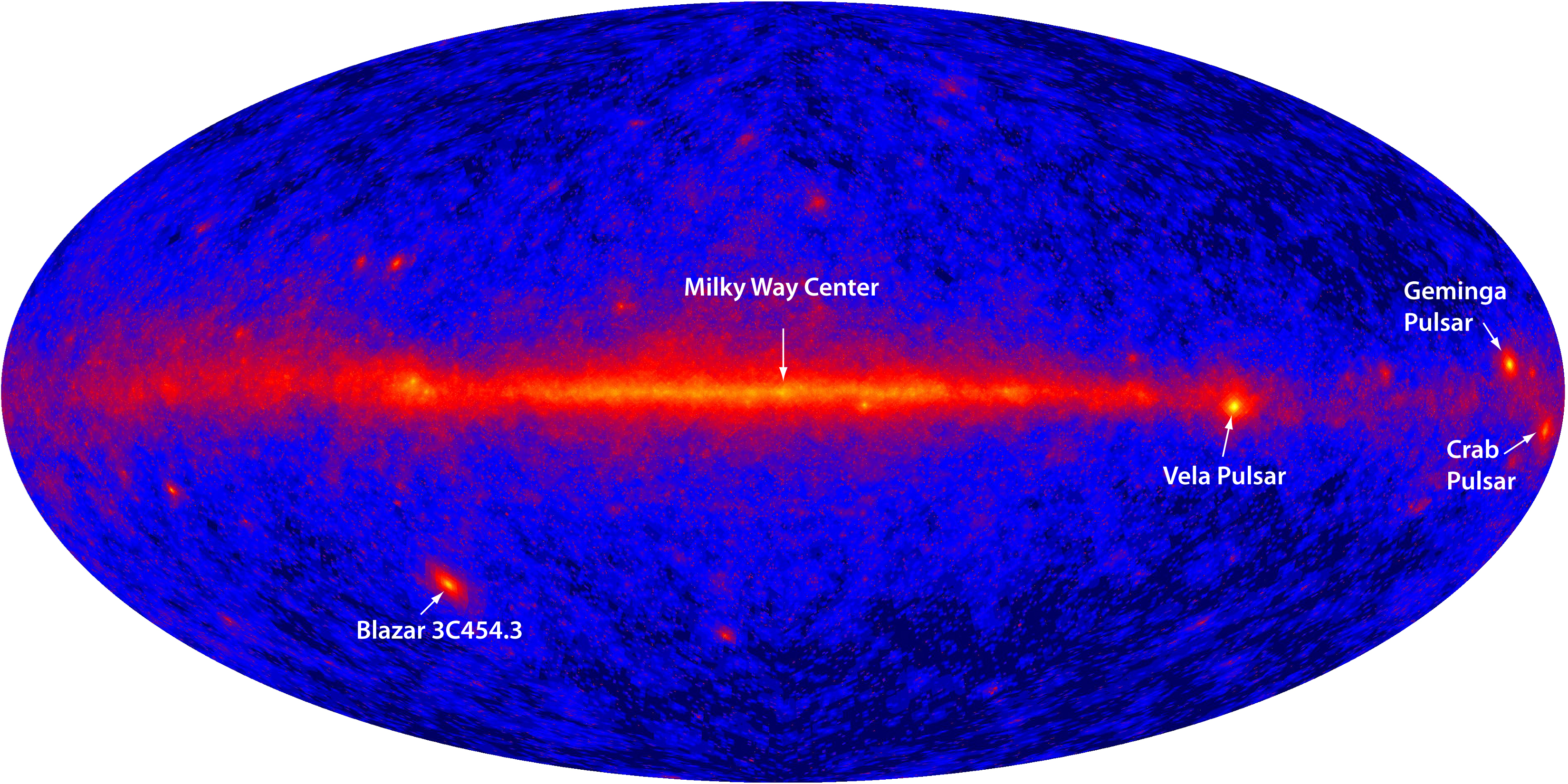
天の川銀河におけるガム星雲の位置（右側中央） Credit : NASA/DOE/International LAT Team.

ガム星雲（がむせいうん、Gum Nebula、Gum 12）とは、ほ座からとも座にかけて41度にも亘って広がる超新星残骸。太陽系からおよそ1,300光年に位置する。暗く識別することが困難な星雲で、約100万年前に起こった超新星爆発の残骸が大きく拡散したものであり、また今も拡散していると考えられている。
ほ座パルサーに加えて、より小さくより若いほ座超新星残骸が手前にある。
「ガム星雲」の名は、この星雲を研究したオーストラリアの天文学者コリン・スタンリー・ガム（Colin Stanley Gum ）にちなむ。ガムは、彼が発見した天体をA study of diffuse southern H-alpha nebulaeというカタログとして1955年に発行しており、それは今日ではガムカタログの名で知られる。
暗さと位置の関係もあり、日本からの観測は困難。